# Ultimul Fleksnes
Ultimul Fleksnes (titlul original: în norvegiană Den siste Fleksnes) este un film de comedie romantică norvegian, realizat în 1974 de regizorul Bo Hermansson⁠(d), bazat pe serialul sitcom de televiziune Fleksnes Fataliteter⁠(d).
Protagoniștii sunt actorii Rolv Wesenlund, Aud Schønemann, Finn Mehlum și Per Christensen.
Filmul a fost înscris la cel de-al 9-lea Festival Internațional de Film de la Moscova.

## Rezumat
Marve Fleksnes duce o viață confortabilă alături de mama sa dar îi este dor de o femeie în viața lui. Îi este teamă că ar putea deveni ultimul Fleksnes. Mama lui îl înscrie la o școală de șarm⁠(d), unde excelează. În același timp, o domnișoară se mută în apartamentul de vizavi...

## Distribuție
- Rolv Wesenlund – Marve Fleksnes
- Aud Schønemann – Modern
- Finn Mehlum – Faderen
- Per Christensen – Per
- Britt Langlie – Britt Andersen
- Kjersti Døvigen – Unni
- Marit Kolbræk – Karin
- Ella Hval – Frk. Gustavsen
- Knut M. Hansson – Ekteskapsformidler
- Julie Ege – el însuși
- Sverre Anker Ousdal – poștașul
- Roy Bjørnstad – polițistul la cutia poștală⁠(d)
- Kari Simonsen – Kari "Elsa Eng" Simonsen
- Rolf Sand – paznicul muzeului
- Harald Tusberg – el însuși
- Per Lekang – șeful de curs la școala de șarm
- Aloysius Valente – profesorul de dans la școala de șarm
- Jan Pande-Rolfsen – profesorul de retorică la școala de șarm
- Kari Winge – Frøken Onstad
- Bjørn Jenseg – dl. Rosenlund
- Helge Reiss – pasagerul din avion
- Julie Ege – el însuși
- Rolf Søder – recepționerul la hotel

## Lansare
Filmul Ultimul Fleksnes a avut premiera în Norvegia pe data de 16 septembrie 1974.
În România premiera filmului a avut loc la data de 27 august 1979 la cinematograful „Luceafărul” (sală și grădină) din București.

## Erată
În afișul românesc al filmului numele de familie Fleksnes este tipărit greșit Fleksness.